# Pijao
Pijao là một khu tự quản thuộc tỉnh Quindío, Colombia. Thủ phủ của khu tự quản Pijao đóng tại Pijao Khu tự quản Pijao có diện tích 2190 ki lô mét vuông. Đến thời điểm ngày 28 tháng 5 năm 2005, khu tự quản Pijao có dân số 7771 người.